# Kaproszowate
Kaproszowate (Caproidae) – rodzina niedużych, morskich ryb promieniopłetwych o niepewnej pozycji taksonomicznej – łączą cechy pośrednie pomiędzy piotroszokształtnymi (Zeiformes) i okoniokształtnymi (Perciformes). Najbardziej znanym przedstawicielem jest kaprosz (Capros aper).

## Zasięg występowania
Ocean Atlantycki, Ocean Indyjski i Ocean Spokojny.

## Cechy charakterystyczne
Ciało wysokie, silnie wygrzbiecone, krótkie, pokryte małymi łuskami ktenoidalnymi, ubarwione zwykle na czerwono lub różowo. 7–9 promieni twardych w płetwie grzbietowej, 2–3 w płetwie odbytowej, w płetwie brzusznej jeden promień twardy i pięć miękkich. Płetwa ogonowa zaokrąglona. Osiągają od ok. 6 do 30 cm długości.

## Taksonomia
Tradycyjnie kaproszowate zaliczane były do piotroszokształtnych. Ze względu na wiele cech łączących kaproszowate z okoniokształtnymi ichtiolodzy już od lat 70. XX wieku rozważali przeniesienie rodziny Caproidae (Rosen, 1973; Heemstra, 1980, 1986). Johnson i Patterson w 1993 wykazali, że piotroszokształne są taksonem monofiletycznym, jeśli wyłączy się z nich rodzinę kaproszowatych, co Tyler i inni potwierdzili w 2003.

## Klasyfikacja
Rodzaje zaliczane do tej rodziny:
Antigonia — Capros